# ЮАР на зимних Олимпийских играх 2002
ЮАР принимала участие в Зимних Олимпийских играх 2002 года в Солт-Лейк-Сити (США) в четвёртый раз за свою историю, но не завоевала ни одной медали. Сборную страны представлял один горнолыжник.

## Горнолыжный спорт
Спортсменов - 1
Мужчины
| Спортсмен     | Вид               | 1 попытка | 2 попытка      | Всего   | Место |
| ------------- | ----------------- | --------- | -------------- | ------- | ----- |
| Александр Хит | Скоростной спуск  |           |                | 1.48,84 | 51    |
| Александр Хит | Слалом            | 56,37     | 1.00,56        | 1.56,93 | 27    |
| Александр Хит | Гигантский слалом | 1.19,32   | 1.17,95        | 2.37,27 | 48    |
| Александр Хит | Комбинация        | 1.47,27   | не финишировал | -       | -     |